# Austrian Football Division 1 2012
La Austrian Football Division 1 2012 è stata la 27ª edizione del campionato di football americano di secondo livello, organizzato dalla AFBÖ.

## Squadre partecipanti
| Club              | Città                    | Stadio | Sponsor ufficiale | Risultato nella stagione 2011 |
| ----------------- | ------------------------ | ------ | ----------------- | ----------------------------- |
| Carinthian Lions  | Klagenfurt am Wörthersee |        |                   |                               |
| Salzburg Bulls    | Salisburgo               |        |                   |                               |
| Tirol Raiders JV  | Innsbruck                |        | Swarco            |                               |
| Traun Steelsharks | Traun                    |        |                   |                               |
| Vienna Knights    | Vienna                   |        |                   |                               |
| Vienna Vikings 2  | Vienna                   |        | Dacia             |                               |

## Stagione regolare

### Calendario

#### 1ª giornata
| 24 marzo 2012 | Vienna Vikings 2 | 17 – 14 (0-7 7-7 10-0 0-0) | Traun Steelsharks | (350 spett.) |

| 25 marzo 2012 | Carinthian Lions | 6 – 13 (6-0 0-3 0-3 0-7) | Salzburg Bulls | (200 spett.) |

| 25 marzo 2012 | Vienna Knights | 21 – 14 (14-0 0-0 0-0 7-14) | Tirol Raiders JV | (150 spett.) |

#### 2ª giornata
| 31 marzo 2012 | Tirol Raiders JV | 10 – 6 (0-0 0-0 0-0 10-6) | Salzburg Bulls |  |

| 31 marzo 2012 | Traun Steelsharks | 0 – 26 (0-7 0-6 0-13 0-0) | Vienna Knights |  |

| 31 marzo 2012 | Vienna Vikings 2 | 12 – 22 (3-14 0-8 9-0 0-0) | Carinthian Lions | (150 spett.) |

#### 3ª giornata
| 14 aprile 2012 | Vienna Knights | 17 – 10 (0-0 10-7 7-0 0-3) | Vienna Vikings 2 | (350 spett.) |

| 14 aprile 2012 | Salzburg Bulls | 3 – 16 (0-2 3-0 0-7 0-7) | Carinthian Lions | (350 spett.) |

| 15 aprile 2012 | Tirol Raiders JV | 16 – 10 (0-0 9-0 7-0 0-10) | Traun Steelsharks |  |

#### 4ª giornata
| 21 aprile 2012 | Carinthian Lions | 27 – 25 (7-0 7-7 7-6 6-12) | Vienna Vikings 2 | (140 spett.) |

| 21 aprile 2012 | Traun Steelsharks | 6 – 16 (0-6 0-7 6-3 0-0) | Tirol Raiders JV |  |

| 21 aprile 2012 | Salzburg Bulls | 16 – 3 (2-0 0-0 7-3 7-0) | Vienna Knights | (380 spett.) |

#### 5ª giornata
| 28 aprile 2012 | Salzburg Bulls | 3 – 7 (0-0 0-0 0-7 3-0) | Traun Steelsharks | (240 spett.) |

| 29 aprile 2012 | Vienna Knights | 27 – 19 (7-0 0-6 7-13 13-0) | Carinthian Lions | (300 spett.) |

| 29 aprile 2012 | Tirol Raiders JV | 13 – 10 (0-0 7-0 6-10 0-0) | Vienna Vikings 2 |  |

#### 6ª giornata
| 12 maggio 2012 | Vienna Vikings 2 | 30 – 19 (0-7 21-0 3-6 6-6) | Vienna Knights | (200 spett.) |

| 13 maggio 2012 | Salzburg Bulls | 9 – 0 (0-0 6-0 3-0 0-0) | Tirol Raiders JV | (360 spett.) |

#### 7ª giornata
| 19 maggio 2012 | Traun Steelsharks | 21 – 42 (7-7 0-21 6-14 8-0) | Vienna Vikings 2 | (200 spett.) |

| 20 maggio 2012 | Carinthian Lions | 42 – 3 (6-0 16-3 6-0 14-0) | Tirol Raiders JV | (140 spett.) |

| 20 maggio 2012 | Vienna Knights | 14 – 7 (0-0 0-7 0-0 14-0) | Salzburg Bulls |  |

#### 8ª giornata
| 26 maggio 2012 | Vienna Vikings 2 | 37 – 7 (21-7 0-0 13-0 3-0) | Salzburg Bulls | (300 spett.) |

| 27 maggio 2012 | Carinthian Lions | 25 – 0 (6-0 6-0 6-0 7-0) | Traun Steelsharks | (280 spett.) |

| 27 maggio 2012 | Tirol Raiders JV | 7 – 19 (7-3 0-0 0-2 0-14) | Vienna Knights |  |

#### 9ª giornata
| 2 giugno 2012 | Traun Steelsharks | 7 – 35 (0-7 7-14 0-7 0-7) | Carinthian Lions |  |

### Classifiche
Le classifiche della regular season sono le seguenti:
- PCT = percentuale di vittorie, G = partite giocate, V = partite vinte,  P = partite perse, PF = punti fatti, PS = punti subiti

#### Division Ost
| Pos. | Squadra           | PCT  | G | V | N | P | PF  | PS  |
| ---- | ----------------- | ---- | - | - | - | - | --- | --- |
| 1    | Carinthian Lions  | .750 | 8 | 6 | 0 | 2 | 192 | 90  |
| 2    | Vienna Vikings 2  | .500 | 8 | 4 | 0 | 4 | 183 | 140 |
| 3    | Traun Steelsharks | .125 | 8 | 1 | 0 | 7 | 65  | 180 |

#### Division West
| Pos. | Squadra          | PCT  | G | V | N | P | PF  | PS  |
| ---- | ---------------- | ---- | - | - | - | - | --- | --- |
| 1    | Vienna Knights   | .750 | 8 | 6 | 0 | 2 | 146 | 103 |
| 2    | Tirol Raiders JV | .500 | 8 | 4 | 0 | 4 | 79  | 123 |
| 3    | Salzburg Bulls   | .375 | 8 | 3 | 0 | 5 | 64  | 93  |

## Playoff

### Tabellone
|  | Semifinali | Semifinali       | Semifinali |                |    | XV Silver Bowl   | XV Silver Bowl | XV Silver Bowl |  |
|  |            |                  |            |                |    |                  |                |                |  |
|  | 1O         | Carinthian Lions | 26         |                |    |                  |                |                |  |
|  | 1O         | Carinthian Lions | 26         |                |    |                  |                |                |  |
|  | 2W         | Tirol Raiders JV | 13         |                |    |                  |                |                |  |
|  | 2W         | Tirol Raiders JV | 13         |                | 1O | Carinthian Lions | 21             |                |  |
|  |            |                  |            |                | 1O | Carinthian Lions | 21             |                |  |
|  |            |                  | 1W         | Vienna Knights | 16 |                  |                |                |  |
|  | 1W         | Vienna Knights   | 1W         | Vienna Knights | 16 | 19               |                |                |  |
|  | 1W         | Vienna Knights   |            |                |    |                  |                |                |  |
|  | 2O         | Vienna Vikings 2 | 9          |                |    |                  |                |                |  |

### Semifinali
| 17 giugno 2012 | Vienna Knights | 19 – 9 (7-2 6-0 0-0 6-7) | Vienna Vikings 2 |  |

| 17 giugno 2012 | Carinthian Lions | 26 – 13 (0-0 20-0 0-0 6-13) | Tirol Raiders JV | (200 spett.) |

### XV Silver Bowl
| 23 giugno 2012 | Vienna Knights | 16 – 21 (0-14 16-0 0-0 0-7) | Carinthian Lions | (400 spett.) |

## Verdetti
- Carinthian Lions Vincitori dell'Austrian Football Division 1 2012